# DMG-Flugzeugbau
Die Daimler-Motoren-Gesellschaft unterhielt seit 1915 eine eigene Abteilung Flugzeugbau in Sindelfingen. Hier entstanden während des Ersten Weltkriegs Groß- und Riesenflugzeuge als Lizenzbauten, sowie ab 1918 eigene Jagd- und Beobachtungsflugzeug-Entwicklungen. Nach dem Ersten Weltkrieg entwickelte sich der DMG-Flugzeugbau zur Wiege des deutschen Leicht- und Sportflugzeugbaus, bevor er 1926 an die Leichtflugzeugbau Klemm GmbH verkauft wurde.

## Geschichte
Bereits vor der Gründung der Daimler-Motoren-Gesellschaft hatten Gottlieb Daimler und Wilhelm Maybach in ihrer Cannstatter Privatwerkstatt einen 1 PS Einzylindermotor entwickelt, den sie zur Motorisierung von Fahrzeugen an Land, zu Wasser und in der Luft einsetzen wollten. Zu diesem Zweck beschäftigte sich Daimler ab 1888 und später auch die Daimler-Motoren-Gesellschaft immer wieder mit luftfahrttechnischen Entwicklungen, in denen Daimler-Motore zum Einsatz kommen sollten. Bei diesen Motoren handelte es sich zunächst um Universalmotore oder um Einzelstücke, die für eine bestimmte Anforderung entwickelt wurden. Erst 1909 begann man bei der Daimler-Motoren-Gesellschaft mit der Entwicklung spezieller Flugmotore. Bis zum Ausbruch des Ersten Weltkriegs entwickelte sich die DMG zu einem der führenden Flugmotor-Hersteller in Deutschland. Einen eigenen Flugzeugbau etablierte die DMG erst 1915 auf Drängen der Inspektion der Fliegertruppen.

### Daimler-Motore für frühe Luftfahrzeuge
Die erste luftfahrttechnische Nutzung des Einzylinder-Daimler-Motors fand 1888 im Lenkballon des Friedrich Hermann Wölfert statt. Der Einbau des Motors in die Gondel des Ballons erfolgte in der Cannstatter Werkstatt von Gottlieb Daimler. Am 10. August 1888 startete Wölfert vom Hof der Daimler-Werkstatt in Seelberg nach Kornwestheim. Dies war einer der weltweit ersten Motorflüge, bei denen ein Propeller durch einen Verbrennungsmotor betrieben wurde. Bei der Erprobung zeigte sich, dass der 84 kg schwere Daimler-Motor für den Ballon zu schwer war. Ein Nachbau der Gondel mit dem Daimler-Motor befindet sich heute in der Ausstellung des Mercedes-Museum.
Einen ersten, auf die Belange von Luftfahrzeugen ausgelegten 7 PS starken Flugmotor mit geringem Gewicht stellten Daimler und Maybach 1896 für das Prall-Luftschiff „Deutschland“ von Friedrich Wölfert zur Verfügung. Auch das erste Starrluftschiff Zeppelin LZ 1 des Grafen Ferdinand von Zeppelin erhielt 1899 einen speziell auf Luftschiffanforderungen hin ausgelegten 15 PS starken Daimler NL1 4-Zylinder Luftschiffmotor in Leichtmetallbauweise. Alle Zeppelin-Luftschiffe vor dem Ersten Weltkrieg wurden später mit DMG-Motoren ausgerüstet.
Für die wesentlich gewichtskritischeren Schwerer-als-Luft-Flugzeuge wurde erstmals 1901 ein Leichtmetall-Flugmotor der DMG verwendet. In das Wasserflugzeug des Österreichers Wilhelm Kress wurde ein 35 PS starker DMG-Flugmotor verbaut. Das Flugboot ging allerdings vor seinem Erstflug bei Schwimmversuchen verloren.

### Daimler Flugmotore
Während es sich bei den Flugmotoren aus der Zeit vor 1910 im Wesentlichen um Universalmotore oder individuell gefertigte Flugmotore handelte, begann man bei der Daimler-Motoren-Gesellschaft 1909 mit der Entwicklung serientauglicher Motore, die auf die verschiedenen luftfahrttechnischen Anforderungen hin ausgelegt waren. Für die unterschiedlichen Anwendungsfälle entstanden bei der DMG 1909 vier verschiedene Vierzylinder-Flugmotore:
- Daimler J4 - 120 PS als J4F für Flugzeuge bzw. J4L für Luftschiffe
- Daimler B4 - 30 PS als B4F für Flugzeuge
- Daimler D4 - 60 PS als D4F für Flugzeuge
- Daimler E4 - 70 PS als E4F für Flugzeuge, er wurde 1911 von der Flugtechnischen Gesellschaft als bester Flugmotor prämiert

Zur Erprobung des Daimler D4F bot der in Untertürkheim für die DMG tätige Automobil-Ingenieur Boris Lutzky den Bau eines Versuchsträgers nach seinen Plänen seines Lutzky Helicoplans an. Der fünfsitzige Helicoplan wurde mit zwei 55 PS starken Daimler D4F-Motoren in den DMG-Werkstätten in Untertürkheim gebaut. Er war das erste Fluggerät, dass 1909 bei der Daimler-Motoren-Gesellschaft gebaut wurde.
Die erste DMG-Serienfertigung dieser Flugmotore erfolgte im DMG-Werk in Untertürkheim.
Eine Reihe weiterer Flugmotore entstanden bei der Daimler-Motoren-Gesellschaft:
- Daimler D6F – 60-PS-Sechszylinder-Motor für Flugzeuge von 1911
- Daimler DF80 – 90-PS-7,2-Liter-Sechszylinder-Motor von 1912
- Daimler DF100 bzw. Daimler D.I – 100-PS-Sechszylinder-Motor von 1914 (Großserien-Fertigung)
- Daimler D.II – 120-PS-Motor von 1915
- Daimler D.III – 160-PS-Motor von 1916. Er wurde mit 12.000 Stück zum meistgebauten deutschen Flugmotor bis 1918
- Daimler D.IVa – 260-PS-Motor
- Daimler D.VI – 500-PS-45,3-Liter-18-Zylinder-Motor für Riesenflugzeuge von 1918

Während des Ersten Weltkriegs entwickelte sich die Daimler-Motoren-Gesellschaft zu einem der führenden deutschen Flugmotor-Hersteller. Bereits 1916 hatte die Flugmotorenfertigung einen Anteil von 64 % des Gesamtumsatzes der DMG.

### Daimler Flugzeugbau
Auf Grund der Bedeutung, die die Daimler-Motoren-Gesellschaft in der Flugmotoren-Entwicklung bis zum Ausbruch des Ersten Weltkriegs erlangt hatte, drängte die Inspektion der Fliegertruppen das Unternehmen 1914 zum Einstieg in die Flugzeugproduktion. Hierzu errichtete die DMG im Sommer 1915 in Sindelfingen in unmittelbarer Nachbarschaft zu dem gerade entstehenden Militärflugplatz Böblingen ein vollständig neues Flugzeugwerk. Zum Leiter des DMG-Flugzeugbaus wurde Karl Bauer ernannt.

#### DMG Groß- und Riesenflugzeug-Entwicklungen
Zum Aufbau von Entwicklungserfahrungen beteiligte sich der DMG-Flugzeugbau bereits im Sommer 1915 an der Entwicklung des Großflugzeugs Union G.I der Union Flugzeugwerke von Karl Bomhard in Teltow. Als die Union Flugzeugwerke Anfang 1916 in wirtschaftliche Probleme gerieten, übernahm die Daimler-Motoren-Gesellschaft die Entwicklung und führte diese in Sindelfingen fort. Als Chefkonstrukteure kamen bei der DMG in Sindelfingen der Baurat Rittberger und Karl Schopper zum Einsatz. Aus der Union G.I entstand bei der DMG bis Ende 1915 das Riesenflugzeug Daimler R.I bzw. später G.I als erste eigene Flugzeugentwicklung. Mangelndes Struktur- und instabiles Flugverhalten konnten mit mehreren Entwürfen bis 1917 nicht zufriedenstellend gelöst werden.
Im Juli 1917 übernahm Rudolf von Thüna die Leitung des DMG-Flugzeugbaus von Karl Bauer. Daraufhin wurde die Entwicklung eines Daimler-Riesenflugzeugs 1917 aufgegeben.

#### Lizenzfertigung für Flugzeugbau Friedrichshafen
Bereits 1916 drängte die Inspektion der Fliegertruppe die Daimler-Motoren-Gesellschaft zur Aufnahme einer Lizenzfertigung von Flugzeugen anderer Hersteller, um die inzwischen fertiggestellten Produktionsanlagen auszulasten. Die DMG schloss im September 1916 mit der Flugzeugbau Friedrichshafen daraufhin eine Lizenzvereinbarung zum Nachbau der Großflugzeuge von Typ Friedrichshafen FF 38. Die Fertigung von Friedrichshafen-Flugzeugen bei der DMG im Auftrag der Fliegertruppe wurde später auf weitere Muster ausgedehnt und bis Kriegsende fortgesetzt.

#### DMG Jagd- und Beobachtungsflugzeuge
Nachdem die Eigenentwicklung von Riesenflugzeugen 1917 gescheitert war, begann man noch im gleichen Jahr mit Entwicklung kleinerer Jagd- und Beobachtungsflugzeuge, die mit den bei Daimler neu entwickelten Daimler D.IIIb V8-Motoren ausgerüstet werden sollten. Unter Karl Schopper entstanden der Jagd-Doppeldecker Daimler L6 bzw. D.I und der Aufklärungsdoppeldecker Daimler L8 bzw. CL.I. Als Chefkonstrukteur des DMG-Flugzeugbaus kam im April 1918 Hanns Klemm ins Unternehmen. Unter ihm entstanden bis Kriegsende noch die Parasol-Entwicklungen des Jägers Daimler L11 und des Aufklärers Daimler L14. Die Erprobung dieser Flugzeuge konnte bis Kriegsende nicht abgeschlossen werden. Es blieb bei einigen wenigen fertiggestellten Prototypen und Nullserienflugzeugen.

#### DMG Leichtflugzeugbau
Nach dem Ende des Ersten Weltkriegs musste der Flugzeugbau bei der Daimler-Motoren-Gesellschaft 1919 auf Grund der alliierten Siegerbestimmungen eingestellt werden. Rudolf von Thüna verließ das Unternehmen kurze Zeit später. Der Daimler Flugzeugbau beschäftigte sich zeitweise mit der Fertigung von Möbeln und wurde verstärkt in den Karosseriebau einbezogen. Auch der DMG-Chefkonstrukteur Hanns Klemm wurde zum Direktor des Karosseriebaus in Sindelfingen ernannt.
Erst 1922 genehmigte der DMG-Vorstand eine Initiative von Hanns Klemm zur Aufnahme der Entwicklung eines preisgünstigen Leichtflugzeugs bei der Daimler-Motoren-Gesellschaft, das künftig über das Vertriebsnetz der Automobilsparte neben Kraftfahrzeugen solventen Käuferschichten angeboten werden sollte. Klemm hatte die Entwicklung eines ersten Versuchsträgers bereits 1919 mit der Daimler L15 begonnen, musste diese dann aber auf Grund des Bauverbots wieder einstellen. Ausgehend von der Daimler L15 entstanden bis 1924 eine Reihe von Versuchsflugzeugen, aus denen Klemm mit seinem Mitarbeiter Martin Schrenk 1924 das erste für den Serienbau bestimmte Leichtflugzeug Daimler L20 ableitete.
Beim Deutschen Rundflug 1925 erzielten die Prototypen der Daimler L20 und der zweimotorigen Daimler L21 überragende Erfolge und die Aufmerksamkeit zahlreicher potentieller Käufer.

#### Auflösung des DMG-Flugzeugbaus
Die Mittel für einen Serienbau bei der Daimler-Motoren-Gesellschaft standen 1925 auf Grund der desolaten wirtschaftlichen Lage des Unternehmens nach der Inflation nicht mehr zur Verfügung. Die Daimler-Motoren-Gesellschaft fusionierte 1926 mit dem Konkurrenten Benz & Cie. zur Daimler-Benz AG. Das neue Unternehmen beschloss eine Konzentration auf die Kerngeschäftsfelder Motorenbau und Automobilbau. Der DMG-Flugzeugbau wurde daraufhin 1926 eingestellt.
Der frühere Leiter des DMG-Flugzeugbaus Hanns Klemm erwarb Ende 1926 von der Daimler-Benz AG die Einrichtungen des DMG-Flugzeugbaus, sowie die Rechte an den von ihm entwickelten Versuchsträgern und Flugzeugentwicklungen. Er nahm bei der Leichtflugzeugbau Klemm GmbH 1927 die Serienfertigung der Daimler L20 auf. Damit endete der Flugzeugbau bei der Daimler-Motoren-Gesellschaft bzw. der Daimler-Benz AG.
Der Flugzeugbau im Sindelfinger Daimler-Werk wurde durch die Leichtflugzeugbau Klemm GmbH in der angemieteten, ehemaligen DMG-Flugzeugbauhalle 6 noch bis Mitte 1928 fortgesetzt. Erst nach der Übersiedelung des Klemm-Werks nach Böblingen wurde diese letzte Flugzeugbauhalle 1929 in das Sindelfinger Automobilwerk übernommen.

#### Spätere Flugzeugbau-Aktivitäten
Die luftfahrttechnischen Aktivitäten der Daimler-Benz AG beschränkten sich bis zum Zweiten Weltkrieg weitgehend auf die Entwicklung und Fertigung von Flugmotoren. Während des Zweiten Weltkriegs sind allerdings einige Flugzeug-Konstruktionen der Daimler-Benz AG bekannt geworden, wie z. B. ein Großtransporter, der allerdings nicht über eine Studie hinausgekommen ist. Erst in den 1990er Jahren kehrte die Daimler-Benz AG durch ihre Beteiligung am Flugzeughersteller Dornier und später an Airbus über die Daimler-Benz Aerospace SA wieder in den Flugzeugbau zurück.

## Flugzeugentwicklungen der DMG
Insgesamt sind 15 Entwürfe aus der Abteilung Flugzeugbau der Daimler-Motoren-Gesellschaft aus den Jahren zwischen 1915 und 1925 bekannt. Daraus entstanden bei der DMG 23 Flugzeuge. Ein weiteres Flugzeug entstand 1909 nach Entwürfen von Boris Lutzky.
- Lutzky Helicoplan – fünfsitziger Versuchsträger für Daimler D4F Motor von 1909, in Untertürkheim gebaut

- Daimler R.I / G.I – Riesen- bzw. Großflugzeugentwicklung von 1915, 2 Flugzeuge
- Daimler R.II – Riesenflugzeug-Entwicklung, Einzelstück
- Daimler G.II – Großflugzeug-Entwicklung, Einzelstück
- Daimler G.III – Großflugzeug-Entwicklung mit Zentralmotor, Einzelstück
- Daimler L6 bzw. D.I – Jagd-Doppeldecker mit Daimler D.IIIb V8-Motor von 1917, 6 Flugzeuge
- Daimler L8 bzw. CL.I – Beobachtungs-Doppeldecker mit Daimler D.IIIb V8-Motor von 1917, Einzelstück
- Daimler L9 bzw. D.II – Jagd-Doppeldecker mit V8-Motor von 1918, Einzelstück vermutlich Umbau aus Daimler L6
- Daimler L11 – Jagd-Parasol mit Daimler D.IIIb von 1918, Einzelstück
- Daimler L14 – Beobachter-Parasol mit Daimler D.IIIb von 1918, Einzelstück
- Daimler L15 – Versuchs-Leichtflugzeug von 1919 bzw. 1922, Einzelstück
- Daimler L17 – Segelflugzeug mit Hilfsmotor von 1923, Einzelstück
- Daimler L18 – Versuchsträger für Tragflächenversuche von 1924, Einzelstück
- Daimler L19 – geplanter Versuchsträger für Tragflächenanordnungen von 1924, nicht gebaut
- Daimler L20 – serientaugliches Leichtflugzeug von 1924, vier Prototypen bei Daimler, 79 Serienflugzeuge bei Leichtflugzeugbau Klemm
- Daimler L21 – Wettbewerbsflugzeug abgeleitet aus Daimler L17 für den Deutschen Rundflug 1925, zwei Flugzeuge

Die Lizenzfertigung für die Flugzeugbau Friedrichshafen erfolgten bei der Daimler-Motoren-Gesellschaft nach überarbeiteten Entwürfen:
- Friedrichshafen FdH G.II – Großflugzeug von 1916, 18 Flugzeuge
- Friedrichshafen Fdh G.III – Großflugzeug von 1917, 130 Flugzeuge
- Friedrichshafen DdH G.IIIa – G.III mit Kastensteuerung und neuem Tanksystem ab 1918, ca. 75–90 Flugzeuge